# 大本経
『大本経』（だいほんきょう、巴: Mahāpadāna-sutta, マハーパダーナ・スッタ）とは、パーリ仏典経蔵長部の第14経。『大譬喩経』（だいひゆきょう）とも。
類似の伝統漢訳経典としては、『長阿含経』（大正蔵1）の第1経「大本経」の他、『七仏経』（大正蔵2）、『毘婆尸仏経』（大正蔵3）、『七仏父母姓字経』（大正蔵4）等がある。
いわゆる過去七仏について述べられた経典である。

## 日本語訳
- 『南伝大蔵経・経蔵・長部経典1』（第6巻）大蔵出版
- 『パーリ仏典 長部（ディーガニカーヤ）大篇I』片山一良訳、大蔵出版
- 『原始仏典 長部経典2』中村元監修、春秋社